# Jusqu'aux portes de la vie
Jusqu'aux portes de la vie (titre original: To the Land of the Living) est un roman de fantasy de l'auteur américain Robert Silverberg, publié aux États-Unis en 1989 puis traduit en français aux éditions Robert Laffont en 1990,. La nouvelle Gilgamesh in the Outback publiée trois ans plus tôt et dont le roman est une version allongée a valu à son auteur le prix Hugo du meilleur roman court 1987 ainsi qu'une nomination pour le prix Nebula du meilleur roman court 1986. Il fait suite à Gilgamesh, roi d'Ourouk.

## Résumé
Gilgamesh, roi d'Ourouk, est mort depuis des milliers d'années. Dans un monde où tous sont ressuscités, il recherche son ami Enkidou. Ce faisant, il rencontrera des personnages à la fois étranges et célèbres (notamment les auteurs H. P. Lovecraft et Robert E. Howard, le peintre Pablo Picasso, l'imperator Jules César, Hélène de Troie et Odin, dieu de la mythologie nordique). Il tentera aussi de regagner la ville dont il fut roi. Enfin, il souhaitera quitter ce monde.

## Commentaire
Ce roman décrit une après-vie semblable à la vie terrestre. Dans cet univers, la mort est toutefois éphémère : tous doivent errer éternellement. Aussi, il n'y a plus de repères : le temps s'égare, les frontières bougent, l'esprit s'embrouille. Demeurent tout de même l'amitié et la loyauté.

## Éditions
- To the Land of the Living, Victor Gollancz Ltd, 1er avril 1989, 308 p.  (ISBN 0-575-04461-6)
- Jusqu'aux portes de la vie, Robert Laffont, coll. « Ailleurs et Demain », 26 février 1990, trad. Natalie Zimmermann, 329 p.  (ISBN 2-221-06411-9)